# Toad (logiciel)
Pour l’article homonyme, voir Toad.
Toad (Tool for Oracle Application Developers) est un logiciel de la société Quest Software qui permet de consulter et d'administrer une base de données. Il est utilisé en particulier par les développeurs Oracle et les administrateurs de bases de données.

## Principe de fonctionnement
Toad est un client qui fonctionne sur les plateformes Windows 32-bits (OS Windows 2000, XP, Vista, 7). Il permet de gérer les dictionnaires de données, les tables, les index, etc. Il permet d'accéder aux bases Oracle, PostgreSQL, MySQL, SQL Server, et DB2. Un plugin pour Eclipse existe aussi.
Il existe un projet Open source indépendant de la plateforme, TOra, qui offre des fonctions de base de Toad.